# Kedorlaómer

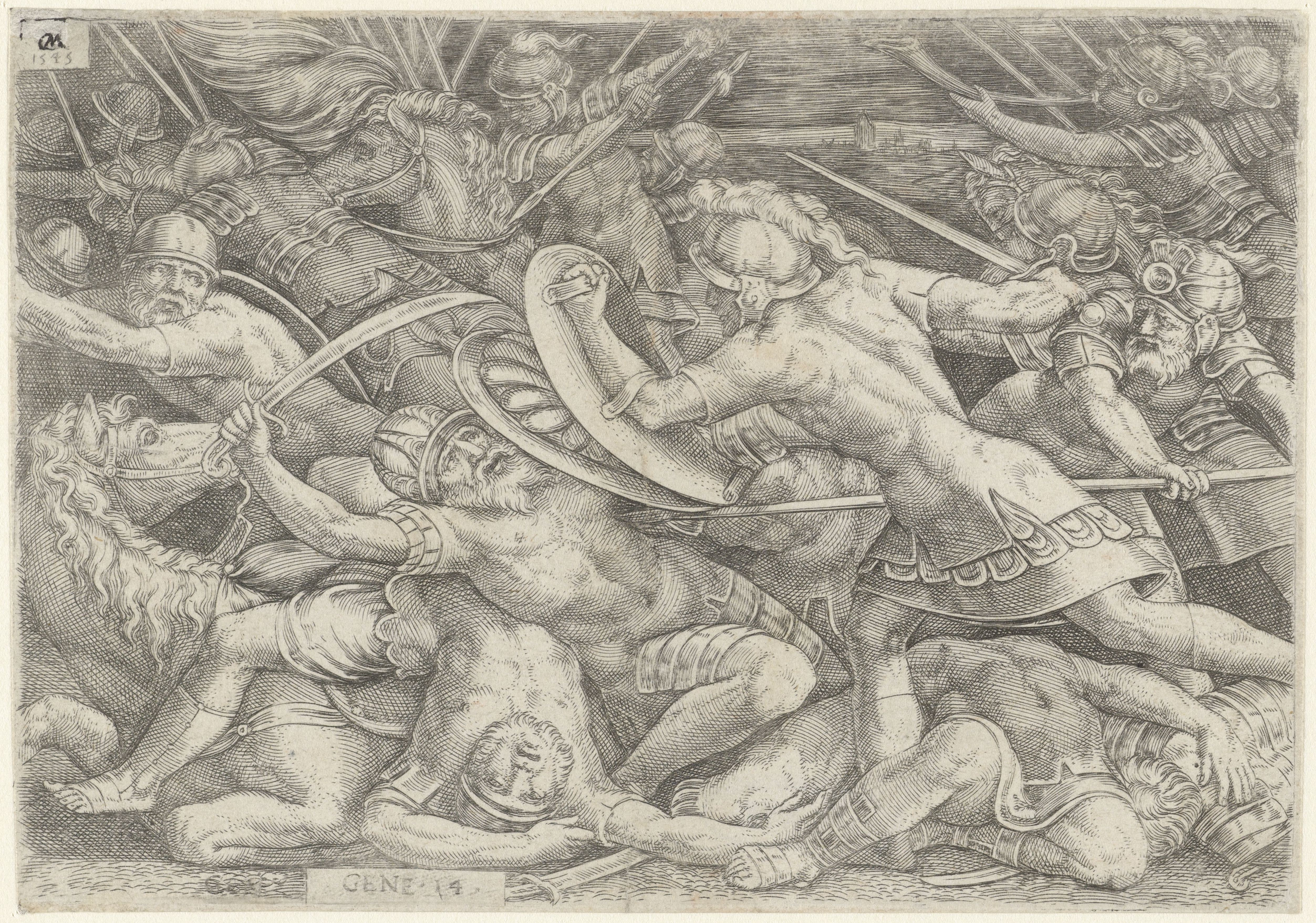
Kedorlaómer v souboji s Abrahámem

Kedorlaómer (v bibli Kralické Chedorlaomer, hebrejsky כדרלעמר K'dorla'omer), potomek Šémova syna Élama, byl podle bible král, který spolu s šineárským králem Amráfelem, elasarským králem Arjókem a králem pronárodů Tideálem bojoval proti Bérovi, králi sodomskému, Biršovi, králi gomorskému, Šineábovi, králi ademskému, Šemeberovi, králi sebójskému, a králi z Bely. Protože Kedorlaómer se svými společníky zajal Abrahámova synovce Lota poté, co se to dozvěděl Abrahám díky uprchlíkovi (Raši tohoto uprchlíka ztotožňuje s Refájcem Ógem, jehož úmyslem bylo, aby Abraháma zabili a on se pak mohl oženit se Sárou), bojoval proti Kedorlaómerovi i on a nad Kedorlaómerem vyhrál. I přes své vítězství si Abrahám nenárokoval území, na kterém zvítězil, ale čekal, až mu území bude dáno.
Některé zdroje ukazují na to, že byl původně Amráfelovým generálem, který se vzepřel a založil své vlastní království. Protože Lot nebyl zrovna vzorným mužem, válka vyvolaná Kerdorlaómerem měla sloužit k Lotovu návratu na správnou cestu.